# Vaborbactam
Vaborbactam ( INN )   es un inhibidor de la β-lactamasa no β-lactámico descubierto por Rempex Pharmaceuticals, una subsidiaria de The Medicines Company.
Si bien no es efectivo como antibiótico por sí mismo, restaura la potencia de los antibióticos existentes al inhibir las enzimas β-lactamasa que de otro modo los degradarían. Cuando se combina con un antibiótico adecuado, se puede utilizar para el tratamiento de infecciones por bacterias negativamente .
En los Estados Unidos, la combinación de medicamentos meropenem/vaborbactam (Vabomere) está aprobada por la Administración de Alimentos y Medicamentos para infecciones complicadas del tracto urinario y pielonefritis .

## Bioquímica
Vaborbactam es un inhibidor de la β-lactamasa del ácido borónico con una alta afinidad por las serina β-lactamasas, incluida la carbapenemasa de Klebsiella pneumoniae (KPC).
Vaborbactam inhibe una variedad de β-lactamasas, exhibiendo una Ki de 69 nM contra la carbapenemasa KPC-2 e incluso constantes de inhibición más bajas contra CTX-M-15 y SHV-12.
Los ácidos borónicos son inusuales en su capacidad para formar reversiblemente enlaces covalentes con alcoholes como el sitio activo serina en una serina carbapenemasa. Esta propiedad les permite funcionar como análogos del estado de transición de la hidrólisis de lactama catalizada por serina carbapenemasas y, por tanto, inhibir estas enzimas.
Las carbapenemasas se pueden dividir ampliamente en dos categorías diferentes según el mecanismo que utilizan para hidrolizar el anillo de lactama en sus sustratos : las metalo-β-lactamasas contienen iones de zinc unidos en sus sitios activos y, por lo tanto, son inhibidas por agentes quelantes como el EDTA , mientras que las serina carbapenemasas cuentan con un sitio activo de serina que participa en la hidrólisis del sustrato. La hidrólisis catalizada por serina carbapenemasa emplea un mecanismo de tres pasos que presenta acilación y etapas de desacilación análogas al mecanismo de hidrólisis de péptidos catalizada por proteasas, procediendo a través de un estado de transición tetraédrico.
Dado su mecanismo de acción, la posibilidad de efectos no deseados provocados por la inhibición de las serina hidrolasas endógenas es una posible preocupación obvia en el desarrollo de inhibidores de la β-lactamasa del ácido borónico y, de hecho, los ácidos borónicos como el bortezomib se han investigado o desarrollado previamente. 
Sin embargo, el vaborbactam es un inhibidor de la β-lactamasa muy específico, con una IC50 > 1 mM frente a todas las hidrolasas de serina humanas contra las que se ha ensayado.
De acuerdo con su elevada especificidad in vitro, el vaborbactam mostró un buen perfil de seguridad en los ensayos clínicos de fase I en humanos, con acontecimientos adversos similares en los grupos de placebo y de tratamiento.
Hecker et al. sostienen que esta especificidad se debe a la mayor afinidad de las proteasas humanas por las moléculas lineales, por lo que se espera que un heterociclo de boro no tenga ningún efecto sobre ellas.